# Lauro Moner y Espinosa
Lauro Moner y Espinosa (1846-antes de 1888) fue un pintor español del siglo XIX, que cultivó la acuarela.

## Biografía
Nació el 8 de agosto de 1846 en La Carolina, en la provincia de Jaén. En la Exposición de Jaén de 1878 presentó los siguientes trabajos: la acuarela Ruinas de una mezquita (Tánger), regalo del autor a la Real Sociedad Económica de Jaén; otra acuarela representando un paisaje de los alrededores de Córdoba denominado La huerta de la Reina; una marina representando el Muelle viejo del puerto de Málaga; un cuadro al óleo titulado Aventura del Quijote, por el que había sido agraciado con una medalla en el certamen artístico de Málaga celebrado en julio de 1876; y otro cuadro al óleo llamado Vendedor de boquerones, que obtuvo el accésit en el concurso que se verificó en Málaga con motivo del cumpleaños del rey Alfonso XII en 1877. El autor regaló este último cuadro a la Sociedad Económica de Amigos del País de Jaén.
A la Exposición Universal de París de 1878 remitió la acuarela Una merienda a orillas del Guadalquivir en Córdoba; a la exposición abierta por el señor Hernández en Madrid en 1881 Un gitano; y a la del Círculo de Bellas Artes del mismo año Una gitana cantaora y Una chula. Moner, que perteneció a la Academia libre de pintura de Córdoba, en 1888 estaría ya fallecido.